# Stará Červená Voda
Stará Červená Voda är en ort i Tjeckien.   Den ligger i regionen Olomouc, i den östra delen av landet, 200 km öster om huvudstaden Prag. Stará Červená Voda ligger 303 meter över havet och antalet invånare är 669.
Terrängen runt Stará Červená Voda är platt norrut, men söderut är den kuperad.Runt Stará Červená Voda är det ganska tätbefolkat, med 172 invånare per kvadratkilometer. Närmaste större samhälle är Jeseník, 11,1 km söder om Stará Červená Voda. I omgivningarna runt Stará Červená Voda växer i huvudsak blandskog.